# 曹汝霖旧居 (贵州路)
曹汝霖旧居，始建于1927年，是清末民初的中国政治家，新交通系首领，也是20世纪初著名亲日官员之一的曹汝霖下野后在天津英租界的旧居，坐落于当时的天津英租界的大北道（Derby Road）（今和平区贵州路86号），目前是重点保护等级历史风貌建筑。

## 建筑
曹汝霖旧居由奥地利建筑师鲁尔夫·盖苓（Rolf Geyling）设计。为4层砖木结构英式别墅式楼房，建筑外立面为棕灰色水泥混水墙，顶部为不规则大坡挂瓦顶，建筑内部为大开间、大进深设计，房间内装修考究，设施完善。设有小院，院内有绿荫环绕，环境较好。

## 内部链接
- 曹汝霖旧居 (山西路)